# 유시 얘스켈래이넨
유시 알베르트 얘스켈래이넨(핀란드어: Jussi Albert Jääskeläinen, 1975년 4월 19일~)은 핀란드의 전직 축구 선수로 포지션은 골키퍼이다.

## 클럽 경력
1992년 만 17세의 나이로 핀란드 리그 소속팀인 미켈린 팔로일리야트에서 데뷔하였다. 2년후인 1994년에 주전 골키퍼가 되었고 1996년 팀을 바산 팔로세우라로 옮기고 2시즌을 보낸다.
1997년에는 지금의 풋볼 리그 챔피언십 소속이던 볼턴 원더러스로 이적했고, 볼턴의 프리미어리그 승격시즌인 00-01시즌에 십자인대 부상을 입어 시즌 절반을 경기에 나서지 못했음에도 불구하고 실력을 입증하고 주전이 되었다.
그리고 다음시즌인 01-02시즌, 얘스켈래이넨은 바클레이카드가 선정하는 '올해의 골키퍼상'을 수상하였고, 1997년 볼턴에 온 이래로 팬들이 주는 수많은 클럽 상들을 수상하였다. 그는 아스널, 레알 마드리드, 맨체스터 유나이티드, 그리고 밀란 등에서 높은 평가를 받았고, 루드 반 니스텔루이의 축구 커리어에서 첫 번째로 그의 페널티킥을 막은 선수로 알려져 있다.
2007년 5월 13일, 얘스켈래이넨은 볼턴 원더러스가 클럽 역사상 지금까지 단 두 번밖에 진출한적 없는 UEFA컵에 진출할 수 있도록 도운 공로가 인정되어 볼턴 원더러스에서의 '올해의 선수상'과 '선수들이 주는 올해의 선수상'을 수상하였다. 그의 계약이 만료되었던 07-08시즌에는 볼턴을 떠나 다른팀으로 이동할 것이라는 수많은 추측에도 불구하고 6월 11일 4년 계약을 동의하고 7월 9일 재계약을 맺었다.
그는 2008년 11월 2일 맨체스터 시티를 상대로 볼턴에서의 400번째 경기를 치렀고, 그의 400번째 선발 출장은 6일 후 헐 시티를 상대로 이루어졌다. 클럽에서 12년을 보낸 그는, 2009년 8월 스코틀랜드 프리미어리그 소속 하이버니언 FC와의 기념 경기를 하는 것을 승인받아 클린시트를 기록하였다.
2011년 3월 12일 버밍엄 시티와의 FA컵 8강전에서 500번째 경기를 가졌고, 그의 500번째 선발 출장은 일주일 후 맨체스터 유나이티드를 상대로 이루어졌다.
2012년 6월 30일 계약이 만료되면서 볼턴은 그에게 재계약을 제의했으나 거부하고 웨스트햄 유나이티드으로 이적하였다.

## 국가대표팀 경력
핀란드 축구 국가대표팀 소속인 얘스켈래이넨은 연령별 국가대표를 거쳐 1998년 3월 25일 몰타와의 경기에서 A매치에 데뷔했다. 그는 당시 핀란드의 주전 골키퍼였던 안티 니에미의 뒤에서 세컨드 골키퍼로서 7년을 보냈지만, 니에미가 2005년 핀란드 국가대표 은퇴를 선언한 후, 마침내 핀란드의 주전 골키퍼가 되어 4년 간 뛰었다. 클럽에서의 경력을 연장시키는데 도움이 될 것이라고 판단한 얘스켈래이넨은 2009년 10월 29일 A매치 55경기 출장 기록을 끝으로 국가대표 은퇴를 선언했다.
그러나, 2010년 10월 6일, 헝가리와의 유로 2012 예선 경기에서 당시 대표팀 주전 골키퍼 선수인 오토 프레드릭손이 부상으로 인해 경기 출전이 불가능해지자, 얘스켈래이넨은 단 한 번만 복귀하는 것임을 명시하면서 국가대표팀에 잠시 돌아와 경기를 소화하였다.

## 가족 관계
얘스켈래이넨은 아내 테사와 결혼해 14년간 볼턴에서 살았다. 슬하에 빌리(1998년~), 에밀(2002년~), 로빈(2006년~)이라는 이름의 세 아들을 두고 있다. 장남인 빌리는 아버지의 뒤를 이어 축구 골키퍼로 활동했으며 핀란드 연령별 국가대표팀 선수로 활동했다.